# Zazie
Isabelle Marie de Truchis de Varennes, (Boulogne-Billancourt 18 de abril de 1964), mais conhecida pelo seu pseudónimo Zazie, é uma cantora, produtora e compositora francesa. O seu estilo pode ser definido de pop-rock, com letras inteligentes, baseadas em jogos de palavras, trocadilhos e duplo sentido. Este seu estilo de escrever, por ser tão próprio, ganhou denominação própria como zazisme ou zazie-ism. Pouco conhecida fora da Europa, vendeu mais de 3 milhões de cópias, em mais de 20 anos de carreira.

## Biografia

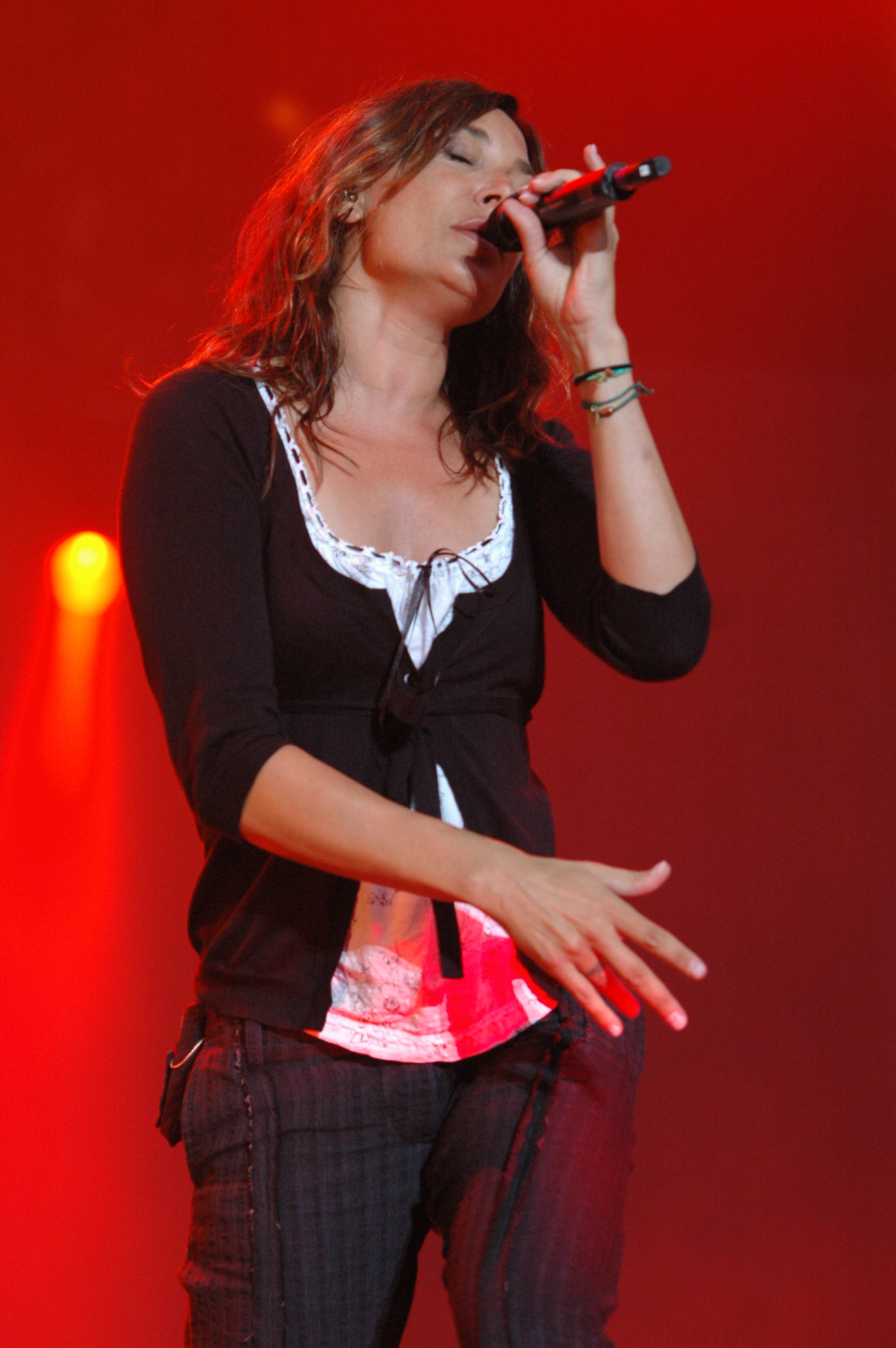
Zazie, festival Musilac, Aix-les-Bains. 2007

### Vida pessoal
Zazie, nasceu Isabelle, em Abril de 1964. O seu pai é arquitecto e a sua mãe professora de música. Aos dez anos, já se aplicava à música, e tocava violino, piano e guitarra, mas durante a adolescência começou a interessar-se pela escrita. Antes de enveredar pela carreira musical, foi manequim, desfilando para nomes como Yves Saint Laurent ou Karl Lagerfeld.
Em Agosto de 2002, nasce a sua filha, Lola, fruto da sua relação com Fabien Cahen.

### Carreira musical
Em 1992, lança o seu primeiro álbum, Je, Tu, Ils, e o single "Sucré Salé". Vendeu 80 mil cópias, sendo-lhe atribuído, em 1993, o "La Victoire de la Musique", como Artista revelação feminina.
Em 2008, e com seis álbuns de estúdio editados, Totem (2007), Rodéo (2004), La zizanie (2001), Made in Love (1998), Zen (1995) e Je, Tu, Ils, é lançada a sua primeira compilação de êxitos', intitulada Zest of.
o projecto Za7ie, surge em Setembro de 2010, com a edição de sete LP com sete canções cada um. Catorze faixas retiradas destes LP são editadas como o seu sétimo álbum de estúdio. Zazie apresenta, assim, um total de 49 novas músicas num só ano.
Em 2013 lança o seu oitavo álbum de estúdio, Cyclo.
Ao longo da sua carreira, tem colaborado com diversos músicos franceses como Axel Bauer, com a música "A Ma Place", Pascal Obispo com "Les Meilleurs Ennemis" e, mais recentemente, com Mademoiselle K, em "Me Taire Te Plaire".

## Estilo musical:Zazisme
Zazie é reconhecida pela sua escrita, com jogos de palavras e trocadilhos. Desde cedo apresenta uma posição política nas suas canções, assumindo o anti-lepenismo, como em "Tout le Monde il est Beau", faixa também controversa que se tornou um hino tecno-pop anti-Fn (Front National, partido de extrema direita de cunho nacionalista, fundado por Jean-Marie le Pen). Zazie também movimenta as suas letras contra a discriminação de minorias e crítica social. Em Janeiro de 2013, aquando da discussão em França do casamento para todos, escreve uma longa mensagem na sua página do Facebook, mostrando a sua posição favorável ao casamento entre pessoas do mesmo sexo, e à igualdade de direitos para todos. Zazie havia já abordado diversas vezes o tema da homossexualidade, como em "Un Point C'est Toi", "Adam et Yves", do álbum La Zizanie ou no videoclip da canção "Slow", onde dança e beija outra mulher.

## Discografia

### Álbuns
| Ano  | Álbum        | FR | BE | SU | Vendas                    |
| ---- | ------------ | -- | -- | -- | ------------------------- |
| 1992 | Je tu ils    | -  | -  | -  |                           |
| 1995 | Zen          | 8  | 15 | -  | França: Ouro (100,000)    |
| 1998 | Made In Love | 3  | 17 | -  | França: Platina (345,000) |
| 2001 | La Zizanie   | 1  | 1  | 28 | França: Platina (530,000) |
| 2004 | Rodéo        | 2  | 2  | 45 | França: Platina (400,000) |
| 2007 | Totem        | 1  | 1  | 10 | França: Platina (315,000) |
| 2010 | Za7ie        |    |    |    |                           |
| 2013 | Cyclo        |    |    |    |                           |

### Álbuns ao vivo
| Ano  | Álbum        | FR | BE | SU | Vendas                 |
| ---- | ------------ | -- | -- | -- | ---------------------- |
| 1999 | Made In Live | 30 | 39 | -  | França: Prata (75,000) |
| 2003 | Ze Live!!    | 3  | 6  | 47 | França: Ouro (120,000) |
| 2006 | Rodéo Tour   | 12 | 7  | 79 | França: 26,000         |

### Best of
| Year | Álbum   | FR | BE | SUI | Vendas           |
| ---- | ------- | -- | -- | --- | ---------------- |
| 2008 | Zest of | 1  | 1  | 39  | França: 152,650+ |

1 Alcançou #1 na tabela da compilações francesa.

### Singles
| Ano  | Single                                    | FR | BE |
| ---- | ----------------------------------------- | -- | -- |
| 1992 | Sucré salé                                | 46 | -  |
| 1995 | Larsen                                    | 38 | -  |
| 1995 | Zen                                       | 23 | -  |
| 1996 | Un point c'est toi                        | 24 | -  |
| 1996 | Homme sweet homme                         | -  | -  |
| 1997 | Les meilleurs ennemis (com Pascal Obispo) | 39 | 20 |
| 1998 | Tous des anges                            | 87 | -  |
| 1998 | Ça fait mal et ça fait ríen               | 75 | -  |
| 1998 | Tout le monde                             | 23 | 34 |
| 1998 | Made in LoveA                             | -  | -  |
| 1998 | Chanson d'amiA                            | -  | -  |
| 1999 | CyberA                                    | -  | -  |
| 2001 | À ma place (com Axel Bauer)               | 4  | 1  |
| 2001 | Rue de la paix                            | 11 | 11 |
| 2002 | Adam et Yves                              | 22 | -  |
| 2002 | Sur toiA                                  | -  | -  |
| 2003 | Danse avec les loops                      | 53 | -  |
| 2004 | RodéoA                                    | -  | -  |
| 2004 | Toc, Toc, TocA                            | -  | -  |
| 2004 | Excuse-moiA                               | -  | -  |
| 2004 | OuiA                                      | -  | -  |
| 2007 | Des rails                                 | -  | 25 |
| 2007 | Je suis un homme                          | 7  | 7  |
| 2007 | J'étais làA                               | -  | -  |
| 2008 | Flower Power                              | -  | -  |
| 2008 | FM air                                    | 8  | 20 |
| 2010 | Avant l'amour                             | -  | -  |
| 2013 | Les contraires                            | -  | -  |

A Só promo.